# Neferhetepes (Königin)
Neferhetepes (* um 2570 v. Chr.) war eine Königin der 5. ägyptischen Dynastie. Sie war die Gemahlin des Königs Userkaf und die Mutter von König Sahure.

## Familie
Die Verwandtschaftsverhältnisse von Neferhetepes waren unter den Historikern umstritten, so dass verschiedene Theorien diskutiert werden. Neuere Relieffunde bei der Pyramide von Sahure belegen jedoch mit Sicherheit, dass sie die Mutter des Letzteren war und damit die Gemahlin des Userkaf. Sie war wahrscheinlich auch die Mutter der Königin Meretnebty, der Gemahlin von Sahure.

## Historische Belege
Sie erscheint auf zwei Reliefs, die zum Pyramidenaufweg des Sahure gehören. Einmal ist sie auf den Boden sitzend vor Sahure dargestellt. Dessen Gemahlin Meretnebty sitzt hinter ihr. Ein zweites Mal steht sie hinter dem König, wobei hinter ihr wiederum Meretnebty folgt. Beide halten sich die Hände. Neferhetepes trug die Titel „Mutter des Königs von Ober- und Unterägypten“, „Gottestochter“, „Leiterin der Schlächter des Akazienhauses“, „Priesterin des Papef“ und „Priesterin des Tjasep“.
Neferhetepes ist auch im Grab eines gewissen Persen belegt. Auf einem Relief fand sich eine Inschrift, die sie als „Mutter des Königs“ bezeichnete.

## Bestattung
Für Neferhetepes wurde wahrscheinlich eine Königinnenpyramide errichtet, die sich nur ca. 100 Meter von der Pyramide Userkafs entfernt befindet. Sie ist in einem stark zerstörten Zustand, lässt aber erkennen, dass das Bauwerk mit einer Höhe von 17 Metern deutlich kleiner als die Pyramide des Königs war. Bemerkenswert ist, dass ihre Pyramide einen eigenen Tempelbezirk besaß, der nicht in den Userkafs integriert war, aber direkt an diesen grenzte. In der Pyramide fand sich nicht der Name des Besitzers. Die Zuschreibung ist reine Vermutung.